# Copidozoum
Copidozoum is een mosdiertjesgeslacht uit de familie van de Calloporidae en de orde Cheilostomatida. De wetenschappelijke naam ervan is in 1926 voor het eerst geldig gepubliceerd door Harmer.

## Soorten
- Copidozoum adamantum Soule, Soule & Chaney, 1995
- Copidozoum balgimae Reverter-Gil & Fernandez-Pulpeiro, 1999
- Copidozoum brevispinosum d'Hondt, 1986
- Copidozoum canui (Sakakura, 1935)
- Copidozoum declinatum Chimonides & Cook, 1994
- Copidozoum exiguum (Barroso, 1920)
- Copidozoum magnum Lopez-Fé, 2006
- Copidozoum obliquum Souto, Berning & Ostrovsky, 2016
- Copidozoum planum (Hincks, 1880)
- Copidozoum protectum (Hincks, 1882)
- Copidozoum rhoae Yang, Seo & Gordon, 2018
- Copidozoum sagittiferum Harmer, 1926
- Copidozoum smitti (Kluge, 1946)
- Copidozoum spinatum Osburn, 1950
- Copidozoum tenuirostre (Hincks, 1880)

Niet geaccepteerde soorten:
- Copidozoum macilenta (Jullien, 1882) → Copidozoum balgimae Reverter-Gil & Fernandez-Pulpeiro, 1999